# Kabinet-Marin
Het kabinet–Marin was de regering van de Republiek Finland van 10 december 2019 tot 20 juni 2023. Het kabinet werd gevormd door de politieke partijen SDP, CK, VIHR, VAS en RKP na het aftreden van premier Antti Rinne (SDP) waarna minister van Transport Sanna Marin haar partijgenoot opvolgde als partijleider en premier, het kabinet-Marin was een voortzetting van het vorige kabinet.

## Kabinet–Marin (2019–2023)
| Ambtsbekleder                             | Ambtsbekleder        | Ambtsbekleder               | Functie                                       | Ambtstermijn      | Ambtstermijn      | Partij                         |
| ----------------------------------------- | -------------------- | --------------------------- | --------------------------------------------- | ----------------- | ----------------- | ------------------------------ |
|                                           | Sanna Marin          | Sanna Marin (1985)          | Premier                                       | 10 december 2019  | 20 juni 2023      | Sociaal- Democratische Partij  |
|                                           | Katri Kulmuni        | Katri Kulmuni (1987)        | Vicepremier                                   | 12 september 2019 | 10 juni 2020      | Centrumpartij                  |
| Minister van Financiën                    | Katri Kulmuni        | Katri Kulmuni (1987)        | 10 december 2019                              |                   | 10 juni 2020      | Centrumpartij                  |
|                                           | Matti Vanhanen       | Matti Vanhanen (1955)       | Vicepremier                                   | 10 juni 2020      | 10 september 2020 | Centrumpartij                  |
| Minister van Financiën                    | Matti Vanhanen       | Matti Vanhanen (1955)       | 26 mei 2021                                   | 10 juni 2020      |                   | Centrumpartij                  |
|                                           | Annika Saarikko      | Annika Saarikko (1983)      | Vicepremier                                   | 10 september 2020 | 20 juni 2023      | Centrumpartij                  |
| Minister van Financiën                    | Annika Saarikko      | Annika Saarikko (1983)      | 26 mei 2021                                   |                   | 20 juni 2023      | Centrumpartij                  |
|                                           | Maria Ohisalo        | Maria Ohisalo (1985)        | Minister van Binnenlandse Zaken               | 6 juni 2019       | 20 november 2021  | Groene Liga                    |
|                                           | Krista Mikkonen      | Krista Mikkonen (1972)      | Minister van Binnenlandse Zaken               | 20 november 2021  | 20 juni 2023      | Groene Liga                    |
|                                           | Pekka Haavisto       | Pekka Haavisto (1958)       | Minister van Buitenlandse Zaken               | 6 juni 2019       | 20 juni 2023      | Groene Liga                    |
|                                           | Anna-Maja Henriksson | Anna-Maja Henriksson (1964) | Minister van Justitie                         | 6 juni 2019       | 20 juni 2023      | Zweedse Volkspartij in Finland |
|                                           | Mika Lintilä         | Mika Lintilä (1966)         | Minister van Economische Zaken                | 10 december 2019  | 20 juni 2023      | Centrumpartij                  |
|                                           | Antti Kaikkonen      | Antti Kaikkonen (1974)      | Minister van Defensie                         | 6 juni 2019       | 5 januari 2023    | Centrumpartij                  |
|                                           | Mikko Savola         | Mikko Savola (1981)         | Minister van Defensie                         | 5 januari 2023    | 28 februari 2023  | Centrumpartij                  |
|                                           | Antti Kaikkonen      | Antti Kaikkonen (1974)      | Minister van Defensie                         | 28 februari 2023  | 20 juni 2023      | Centrumpartij                  |
|                                           | Aino-Kaisa Pekonen   | Aino-Kaisa Pekonen (1979)   | Minister van Sociale Zaken en Volksgezondheid | 6 juni 2019       | 30 juni 2021      | Linkse Alliantie               |
|                                           | Hanna Sarkkinen      | Hanna Sarkkinen (1988)      | Minister van Sociale Zaken en Volksgezondheid | 30 juni 2021      | 20 juni 2023      | Linkse Alliantie               |
|                                           | Tuula Haatainen      | Tuula Haatainen (1960)      | Minister van Arbeid                           | 10 december 2019  | 20 juni 2023      | Sociaal- Democratische Partij  |
|                                           | Li Andersson         | Li Andersson (1987)         | Minister van Onderwijs                        | 6 juni 2019       | 18 december 2020  | Linkse Alliantie               |
|                                           | Jussi Saramo         | Jussi Saramo (1979)         | Minister van Onderwijs                        | 18 december 2020  | 30 juni 2021      | Linkse Alliantie               |
|                                           | Li Andersson         | Li Andersson (1987)         | Minister van Onderwijs                        | 30 juni 2021      | 20 juni 2023      | Linkse Alliantie               |
|                                           | Timo Harakka         | Timo Harakka (1962)         | Minister van Transport                        | 10 december 2019  | 20 juni 2023      | Sociaal- Democratische Partij  |
|                                           | Jari Leppä           | Jari Leppä (1959)           | Minister van Landbouw                         | 5 mei 2017        | 30 april 2022     | Centrumpartij                  |
|                                           | Antti Kurvinen       | Antti Kurvinen (1986)       | Minister van Landbouw                         | 30 april 2022     | 20 juni 2023      | Centrumpartij                  |
|                                           | Krista Mikkonen      | Krista Mikkonen (1972)      | Minister van Milieu en Klimaat                | 6 juni 2019       | 20 november 2021  | Groene Liga                    |
|                                           | Emma Kari            | Emma Kari (1983)            | Minister van Milieu en Klimaat                | 20 november 2021  | 8 juni 2022       | Groene Liga                    |
|                                           | Maria Ohisalo        | Maria Ohisalo (1985)        | Minister van Milieu en Klimaat                | 8 juni 2022       | 20 juni 2023      | Groene Liga                    |
|                                           | Ville Skinnari       | Ville Skinnari (1974)       | Minister voor Buitenlandse Handel             | 6 juni 2019       | 20 juni 2023      | Sociaal- Democratische Partij  |
| Minister voor Ontwikkelings- samenwerking | Ville Skinnari       | Ville Skinnari (1974)       |                                               | 6 juni 2019       | 20 juni 2023      | Sociaal- Democratische Partij  |
|                                           | Sirpa Paatero        | Sirpa Paatero (1964)        | Minister voor Regionale en Lokale Zaken       | 6 juni 2019       | 20 juni 2023      | Sociaal- Democratische Partij  |
|                                           | Tytti Tuppurainen    | Tytti Tuppurainen (1976)    | Minister voor Europese Zaken                  | 6 juni 2019       | 20 juni 2023      | Sociaal- Democratische Partij  |
|                                           | Krista Kiuru         | Krista Kiuru (1974)         | Minister voor Maatschappelijk Werk            | 6 juni 2019       | 4 februari 2022   | Sociaal- Democratische Partij  |
|                                           | Aki Lindén           | Aki Lindén (1952)           | Minister voor Maatschappelijk Werk            | 4 februari 2022   | 6 oktober 2022    | Sociaal- Democratische Partij  |
|                                           | Krista Kiuru         | Krista Kiuru (1974)         | Minister voor Maatschappelijk Werk            | 8 juni 2022       | 20 juni 2023      | Sociaal- Democratische Partij  |
|                                           | Hanna Kosonen        | Hanna Kosonen (1976)        | Minister voor Wetenschap en Cultuur           | 9 augustus 2019   | 6 augustus 2020   | Centrumpartij                  |
|                                           | Annika Saarikko      | Annika Saarikko (1983)      | Minister voor Wetenschap en Cultuur           | 6 augustus 2020   | 26 mei 2021       | Centrumpartij                  |
|                                           | Antti Kurvinen       | Antti Kurvinen (1986)       | Minister voor Wetenschap en Cultuur           | 26 mei 2021       | 30 april 2022     | Centrumpartij                  |
|                                           | Petri Honkonen       | Petri Honkonen (1987)       | Minister voor Wetenschap en Cultuur           | 30 april 2022     | 20 juni 2023      | Centrumpartij                  |
|                                           | Thomas Blomqvist     | Thomas Blomqvist (1965)     | Minister voor Noorse Samenwerking             | 6 juni 2019       | 20 juni 2023      | Zweedse Volkspartij in Finland |
| Minister voor Gelijkheid                  | Thomas Blomqvist     | Thomas Blomqvist (1965)     |                                               | 6 juni 2019       | 20 juni 2023      | Zweedse Volkspartij in Finland |